# Pinus devoniana
Pinus devoniana је врста четинара из породице борова (лат. Pinaceae). Може се наћи у више од 15 мексичких држава, у планинским, отвореним четинарским и мешовитим шумама, на надморској висини од 900 до 2.500 m.

## Опис
Спада у дрвеће средње величине, а достиже висину од 20 до 30 метара. Четине су повијене и дуге од 25 до 40 цм, и у групацијама од по 5. Шишарке, које расту солитарно или у спиралама од по 2-4, налазе се са дебелим, кратким дршкама. Обично су велике и често повијене, 15-35 цм дуге и 8–15 цм када су широм отворене. Остављају неколико ожиљака на дрвету приликом отпадања.

## Употреба
С обзиром на то да није веома високо, и да има гране ниско на стаблу, ретко се користи за справљање грађевинског материјала. Са друге стране, у Мексику се локално користи за огрев у руралним срединама. Pinus devoniana је врста практично непозната у хортикултури, иако је један од најлепших борова, са вероватно најдужим четинама у оквиру целог рода, великим шишаркама и црвенкастој кори.